# Kazumi Takada
Kazumi Takada (高田 一美, Takada Kazumi) né le 28 juin 1951 à Préfecture de Shizuoka au Japon est un footballeur japonais.